# Elias Sierra
Elias Sierra-Cappelletti (Hasselt, 25 augustus 2001) is een Belgisch voetballer die sinds 2023 uitkomt voor VVV Venlo. Hij stroomde begin 2020 vanuit de jeugdopleiding door naar het eerste elftal van KRC Genk.

## Carrière

### Jeugd
Sierra, die een Spaanse opa en Italiaanse oma aan vaders kant heeft, groeide als kind op in Zonhoven, waar hij ook zijn eerste voetbalstappen zette bij het plaatselijke FC Melosport Zonhoven. Na één jaar maakte hij de overstap naar KSK Hasselt, waar zijn oudere broer ook al actief was. Hier werd Sierra opgemerkt door de scouts van profclub KRC Genk, waarna hij na één seizoen de overstap maakte en aansloot bij de U8 van Genk. Sierra doorliep de verschillende jeugdelftallen bij Genk en kreeg in augustus 2017 op zestienjarige leeftijd zijn eerste profcontract. In het seizoen 2019/20 kwam Sierra met de beloften van Genk in actie in de UEFA Youth League.

### KRC Genk
In de winterstop van dat seizoen nam de trainer van het eerste elftal, Hannes Wolf, hem mee op winterstage naar Benidorm. Doordat Sierra hier een goede indruk achter liet, werd hij definitief opgenomen in de A-kern en werd zijn contract opengebroken tot de zomer van 2023. Hij kreeg het rugnummer 16 toegewezen. Op 13 februari 2020 mocht hij voor het eerst plaatsnemen op de bank in de uitwedstrijd tegen Royal Antwerp FC. Op 14 september 2020 maakte Sierra zijn officiële debuut in het eerste elftal tijdens de competitiewedstrijd tegen Beerschot VA, waarin hij in de 81e minuut inviel voor Eboue Kouassi. Na de dood van oud-Genk-speler Anele Ngcongca in november 2020 werd zijn rugnummer gewijzigd naar 19, dit omdat Genk de keuze maakte om nooit nog rugnummer 16 aan een andere speler dan Anele toe te wijzen.

### Heracles Almelo
Op 1 februari 2021 maakte Sierra op definitieve basis de overstap naar Heracles Almelo, waar hij een contract tot 2024 ondertekende. Bij Heracles slaagde de beloftevolle middenvelder er niet in te voldoen aan de verwachtingen. In anderhalf seizoen in de Eredivisie kwam hij tot vijf basisplekken en zestien invalbeurten. Na de degradatie in 2022 kwam hij in de Eerste divisie tot zeventien korte invalbeurten. Ondanks een doorlopend contract mocht hij Heracles verlaten.

### VVV-Venlo
Heracles liet Sierra transfervrij vertrekken naar VVV-Venlo. Daar tekende Sierra op 25 juli 2023 een tweejarig contract met een optie voor een extra seizoen. In Venlo veroverde Sierra direct een basisplaats. Hij was de enige selectiespeler die in het seizoen 2023/24 alle 38 competitiewedstrijden in actie kwam. Ook in het daaropvolgende seizoen was de middenvelder een vaste waarde. Desondanks besloot de club de optie in zijn aflopende contract niet te lichten.

## Clubstatistieken
| Seizoen                           | Club            | Competitie         | Competitie | Competitie | Beker | Beker | Playoffs | Playoffs | Totaal | Totaal |
| Seizoen                           | Club            | Competitie         | Wed.       | Dlp.       | Wed.  | Dlp.  | Wed.     | Dlp.     | Wed.   | Dlp.   |
| --------------------------------- | --------------- | ------------------ | ---------- | ---------- | ----- | ----- | -------- | -------- | ------ | ------ |
| 2020/21                           | KRC Genk        | Jupiler Pro League | 1          | 0          | 0     | 0     | 0        | 0        | 1      | 0      |
| 2020/21                           | Heracles Almelo | Eredivisie         | 5          | 0          | 0     | 0     | —        | —        | 5      | 0      |
| 2021/22                           | Heracles Almelo | Eredivisie         | 16         | 0          | 0     | 0     | 1        | 0        | 17     | 0      |
| 2022/23                           | Heracles Almelo | Eerste divisie     | 17         | 0          | 2     | 1     | —        | —        | 19     | 1      |
| 2023/24                           | VVV-Venlo       | Eerste divisie     | 38         | 3          | 1     | 0     | —        | —        | 39     | 3      |
| 2024/25                           | VVV-Venlo       | Eerste divisie     | 34         | 2          | 1     | 0     | —        | —        | 35     | 2      |
| Carrière totaal                   | Carrière totaal | Carrière totaal    | 111        | 5          | 4     | 1     | 1        | 0        | 116    | 6      |
| Bijgewerkt tot en met 10 mei 2025 |                 |                    |            |            |       |       |          |          |        |        |